# Архитектура античке Грчке
Архитектура античке Грчке је израсла из старијих култура (малоазијске и микенске) и развијала се од 7. до 5. века п. н. е. ка великом савршенству из привредних и социјалног, као и културних преддуслова и израсла изнад своје употребне основе као стварна уметност која је утицала на општа стремљења у светском развоју уметности.

## Карактеристике
Архитектура која је настајала у раном периоду у време Микенске Грчке (1200. године п. н. е.) све до 7. века п. н. е. када се градски живот развио да би јавна зграда могла бити подигнута. Већина тих архаиских грађевина била је од дрвета или блата или глине ништа се није очувало и већина наших информација се састоји од очуваних објеката у античкој архитектури јер су Римљани копирали античке узоре и од писаних извора као Витрувијевих из 1. века. Архитектура, као и слика и скулптура није била признавана за уметност и архитекта се сматрао за занатлију и њихова имена нису позната пред 5. веком п. н. е. Познати архитекта који је пројектовао Партенон био је запостављен иако бисмо га данас сматрали генијем. Стандардне форме грчких јавних зграда су познати из очуваних облика као што је Партенон и из римских извора који су делом копирали грчку архитектуру какав је Пантеон у Риму. Зграда је била један правоугаоник или квадрат који је рађен у кречњаку којег је у Грчкој у изобиљу док је градња од мермера зависила од увоза са острва као Парос и употребљаван је углавном за вајарску декорацији храмова.
Храм је постао главни носилац стилског процеса. Храм је грађевина подигнута у част неког божанства односно за култне сврхе посвећене том божанству за обично стварне или култне жртве. Грчки храм није служио као састајалиште за вернике и више је постао скулптура
него стварна архитектура која је примерена човеку за разлику од уметности у римској и хришћанској архитектури у чијим се храмовима састају верници.
Храм представља један од најзначајнијих задатака обликовања читавог раздобља грчке архитектуре и уметности уопште. Унутар храма су се налазили скулптуре и вотивни поклони. Темељи су се правили од камена а сама зграда је од непечене опеке и дрва и обложена сликама декорисаним плочама из печене глине. У почетку се употребљавао дрвени грађевински материјал а касније камен у првом реду кречњак јер је а и мермер који је допреман и било је тешко допремити велике комаде мермера бродовима. Храм има наос — светилиште и пронаос — претпростор понекад и опсидоном. Има неколико врста храмова које разликујемо у грчкој архитектури. У 9. веку настаје „templum in anis“ који је имао наос и у прочељу два ступа која су стварала претпростор, из тога облика се развија простил који има предворје са редом стубова на прочељу зграде и амфипростил који има овакве ступове на оба две краће стране храма. Од 8. века развија се тип храма периптер или моноптерос који има стубове на све четири стране правоугаоне основе храма и диптер или диптерос који има два реда стубова около целе зграде.
Грчки архитекти су створили облике који неки назначавају да су носећи и потпорни док су други подупрти и ношени и на овај начин настаје једна необично нежна конструкција тога састава.
Њена основа је била у колонади од ступова са архитравним гредама и бременима који су ношени ступовима. Целина је састављена из елемената којима се ништа не може одузети нити додати а да се та целина не наруши. Овај принцип траје као у дорском реду тако и у јонском реду који представљају два стила у развоју грчке архитектуре. То је стил „потпоре и бремена“ који употребљава плафон од греда јер Грци нису познавали конструкцију сводова. После класичног доба у 5. веку п. н. е. је настало стилско попуштање и доба хеленизма када у великој империји основаној од стране Александар Македонског Грчка постаје само мала иако културно напреднија средина чији је део ове империје утицај на европску архитектуру био дивовски и он се директно или индиректно јавља све до новијих времена у хришћанској уметности антике, ренесанси, класицизму и историзму.

### Дорски стил
Дорски ред преовлађује у континенталној Грчкој, Великој Грчкој и на Сицилији. Он је карактерисан стубом у овој архитектури са одговарајућим капителом. Он је ослоњен на стилобад, диже се чврст и снажан и ужи је при врху него у основи са чистим жлебовима- канелурама којим је избраздан. Завршава се капителом који се састоји од ехинуса- у виду неког ластучића и абакуса на којем леже правоугаоне архитравне греде чији састави се налазе у основи ступова. Изнад архитрава је фриз на којем се налазе украси од триглифа и метопа који се смењују и изнад њих се налази венац. Забат је украчен тимпаноном- троугластим елементом који је испуњен скулптуралним приказима. Шест најпознатијих дорских храмова су у Селинунту, Посејдонов храм, у Паеструму Димитров храм у Паеструму, рушевине храма у Агригенду, Зеусов Храм у Олимпији, Тезејон у Атени, Партенон на атинској акропољи и Аполонов храм у Фигалији.

### Јонски стил
Јонски ред преовладава у Јонији у источном делу Егејског мора и донекле је редак на западу Грчке. Стуб јонског реда лежи на украшеној округлој стопи, виткији је од дорског ступа и има 24 канелуре, носи капител који има фасцију са симетричним волутама и ехинус јајасту киму.
Ступови носе архитравне греде и фриз украчен триглифима и метопама. Најпознатији су Филипејон у Олимпији, Храм Атене Нике, Ерехтејон на атинском акропољу и Артемезијон у Ефесу.

### Коринтски стил
Коринтски ред је у ствари једна варијанта јонског реда и база му је као у јонског стуба а капител је састављен од стилизованог лишћа биљке акантуса и волута на сваком углу капитела. Најпознатији су Олимпејон у Атени, храм Ламбранди у Малој Азији и храмови кружног облика у Делфима и Епидаурусу.
У римској архитектури овакав стуб је комбинован са јонским ступом и такова комбинација ових стилова се назива композитни капител.

### Грчка позоришта
У архитектури која се интензивно развија на целом грчком подручју у 4. веку п. н. е. појавили су се нови облици од којих је најзначајније позориште. Његов облик је одређен постепеним развојем драмске уметности. У почетку су се позоришта градили од дрва а касније и од камена.
Користио се пад узвишења да би се на њему поставили редови за гледаоце а на пропланку се формира у полукружном или кружном облику орхестра која је одвојена од сцене која се налази иза ње. Најзначајнија позоришта у грчкој архитектури су Дионисово позориште у Атени на обронцима акропоља, позориште у Делфима, затим и Епидаурусу и Сиракузи.

### Атински акропољ
Акропољ је утврђено насеље на узвишици, а и најпознатији атински акропољ. Његови зидови потичу још из микенског доба. После ратова са Персијом ту су подигнути Партенон и Ерехтејон од којих први представља највећи допринос из остварења архитектуре храмова. На акропољу се налази монументални улаз Пропилеји, Као и Одеон у коме су се одржавале музичке приредбе. Одеон је из половине 2. века п. н. е. и подигао га је Херодес Антикус као и Дионисово позориште, Стоа- зграда са једним дугим низом уз који се налази ред стубова и други мање значајни објекти.